# تيوكو ريفنو ويكانا
تيوكو ريفنو ويكانا (بالإندونيسية: Teuku Rifnu Wikana)‏ هو ممثل إندونيسي.